# Pexopsis pyrrhaspis
Pexopsis pyrrhaspis là một loài ruồi trong họ Tachinidae.